# Iwan Tomycz
Iwan Fedorowycz Tomycz, ukr. Іван Федорович Томич (ur. 28 czerwca 1958 w Tekuczy) – ukraiński polityk, były poseł, przedsiębiorca rolny.

## Życiorys
Ukończył studia rolnicze w instytucie rolniczym w Kamieńcu Podolskim.
Pracował jako brygadzista i agronom. Doszedł do stanowiska kierownika kołchozu, działał w Komunistycznej Partii Ukrainy. W 1988 zajął się prowadzeniem własnego gospodarstwa rolnego, w 1994 organizował spółdzielnię rolniczą. W 1992 został wiceprezesem stowarzyszenia gospodarstw rolnych, a w 1997 stanął na czele ukraińskiego zrzeszenia rolników i właścicieli gruntów. Działał w Ukraińskiej Partii Chłopsko-Demokratycznej i Partii Agrarnej. Od 1999 do 2001 zasiadał w komisji ds. polityki rolnej przy prezydencie Ukrainy.
W 2002 jako bezpartyjny kandydat z listy krajowej Naszej Ukrainy uzyskał mandat deputowanego do Rady Najwyższej IV kadencji. W 2005 formalnie objął kierownictwo w Partii Wolnych Chłopów i Przedsiębiorców Ukrainy (w 2006 przemianowanej na Partię Odrodzenia Wsi). Bez powodzenia kandydował w wyborach w 2006 i 2007. W 2008 został doradcą społecznym premier Julii Tymoszenko.